# Beaumont (Vienne)
Beaumont is een plaats en voormalige gemeente in het Franse departement Vienne (regio Nouvelle-Aquitaine) en telt 1632 inwoners (2004). De plaats maakt deel uit van het arrondissement Poitiers.

## Geografie
De oppervlakte van Beaumont bedraagt 21,4 km², de bevolkingsdichtheid is 76,3 inwoners per km².
De onderstaande kaart toont de ligging van Beaumont (Vienne) met de belangrijkste infrastructuur en aangrenzende gemeenten.

## Demografie
Onderstaande figuur toont het verloop van het inwonertal (bron: INSEE-tellingen).

## Geschiedenis
In 1820 werd Beaumont uitgebreid met een deel van de voormalige gemeente Moussais. Het deel van Moussais op de linkeroever van de Clain kwam bij Beaumont, het deel op de rechteroever bij Vouneuil-sur-Vienne. Beaumont is op 1 januari 2017 gefuseerd met de gemeente Saint-Cyr tot de gemeente Beaumont Saint-Cyr. 